# Marieke Nijhuis
Marieke Nijhuis (Oldenzaal, 7 juni 1992) is een Nederlandse zwemster die bij de jeugd deelnam aan de Europese jeugdkampioenschappen zwemmen 2008 in Belgrado. In januari 2010 is Marieke toegelaten in de trainingsgroep van Marcel Wouda te Eindhoven bij het Nationaal Zweminstituut Eindhoven, vanaf augustus 2010 traint ze fulltime in Eindhoven. Voor dat ze naar Eindhoven vertrok trainde ze in Oldenzaal en kwam uit voor OZ&PC waar ze sinds 2006 werd getraind door Tom Rikhof. Daarvoor zwom ze twee jaar onder Joop Rijssemus, die eerder onder andere succes boekte met schoolslagzwemster Moniek Nijhuis. 

## Carrière
Op de Open Nederlandse kampioenschappen zwemmen 2008 in Eindhoven behaalde Nijhuis haar eerste NK-medailles, zilver op de 400 meter vrije slag en brons op de 1500 meter vrije slag. Tijdens de Open Nederlandse kampioenschappen kortebaanzwemmen 2010 in Amsterdam veroverde ze haar eerste nationale titel, op de 800 meter vrije slag.

## Resultaten

### Nederlandse kampioenschappen zwemmen
| Jaar | NK langebaan                                                                  | NK kortebaan                                                                 |
| ---- | ----------------------------------------------------------------------------- | ---------------------------------------------------------------------------- |
| 2006 | geen deelname                                                                 | 9e 400m vrije slag 5e 800m vrije slag                                        |
| 2007 | 6e 400m vrije slag 4e 800m vrije slag                                         | 16e 50m vrije slag 15e 100m vrije slag 5e 400m vrije slag 4e 800m vrije slag |
| 2008 | 12e 100m vrije slag · 400m vrije slag · 4e 800m vrije slag · 1500m vrije slag | 12e 200m vrije slag 5e 400m vrije slag 5e 800m vrije slag                    |
| 2009 | 7e 400m vrije slag · 5e 800m vrije slag · 1500m vrije slag                    | 6e 400m vrije slag · 800m vrije slag                                         |
| 2010 | 400m vrije slag · 800m vrije slag · 1500m vrije slag                          | 16e 100m vrije slag · 400m vrije slag · 800m vrije slag                      |
| 2011 | 4e 400m vrije slag · 800m vrije slag                                          | 24e 400m vrije slag 12e 800m vrije slag                                      |

## Persoonlijke records
Bijgewerkt tot en met 11 juni 2011

### Kortebaan
| Afstand         | Tijd    | Datum           | Plaats    |
| --------------- | ------- | --------------- | --------- |
| 200m vrije slag | 2.01,43 | 19 oktober 2008 | Aken      |
| 400m vrije slag | 4.12,81 | 3 december 2010 | Amsterdam |
| 800m vrije slag | 8.43,34 | 4 december 2010 | Amsterdam |

### Langebaan
| Afstand          | Tijd     | Datum           | Plaats    |
| ---------------- | -------- | --------------- | --------- |
| 200m vrije slag  | 02.03,43 | 1 augustus 2008 | Belgrado  |
| 400m vrije slag  | 04.20,25 | 10 juni 2011    | Eindhoven |
| 800m vrije slag  | 08.53,72 | 11 juni 2011    | Eindhoven |
| 1500m vrije slag | 17.07,11 | 30 juli 2008    | Belgrado  |